# Simon François Ravenet
Simon François Ravenet (1706 - 1774) est un graveur, imprimeur et marchand d'estampes d'origine française, ayant exercé sa profession en Angleterre durant plus de trente ans, et où il est parfois connu sous le nom de « Simon Francis Ravenet I » ou « the Elder » (pour le distinguer de son fils). Proche de William Hogarth, il eut une influence sensible sur les graveurs londoniens de son temps.

## Biographie
Simon François Ravenet est né à Paris en 1706, vraisemblablement lié à la famille de Gabriel Ravenet, poinçonneur sur métal d'orfévrerie entre 1685 et 1715. Il est sans doute formé par Jean-Baptiste Massé qui le recrute à partir de 1730, pour l'élaboration de sa Grande Galerie de Versailles, suite gravée des fresques peintes par Charles Le Brun. Il travaille ensuite en société d'abord avec Nicolas-Gabriel Dupuis (en 1737), puis avec Jacques-Philippe Le Bas, rue de la Harpe, vers 1737-1740, avant de partir s'installer à Londres en 1743, recruté par William Hogarth pour la suite gravée de Marriage A-la-Mode, lors du seul voyage à Paris du maître. Hubert-François Gravelot s'y était établi quelques années plus tôt et y avait déjà laissé son empreinte, celle du « goût français ». Pour ce travail, Hogarth fait également appel à deux autres graveurs français installés à Londres, Bernard Baron et Gérard Jean Baptiste Scotin, plus âgés que Ravenet, lequel étant tout aussi doué et exécute deux scènes de la série,.
Ravenet demeure ensuite à Londres jusqu'à sa mort.

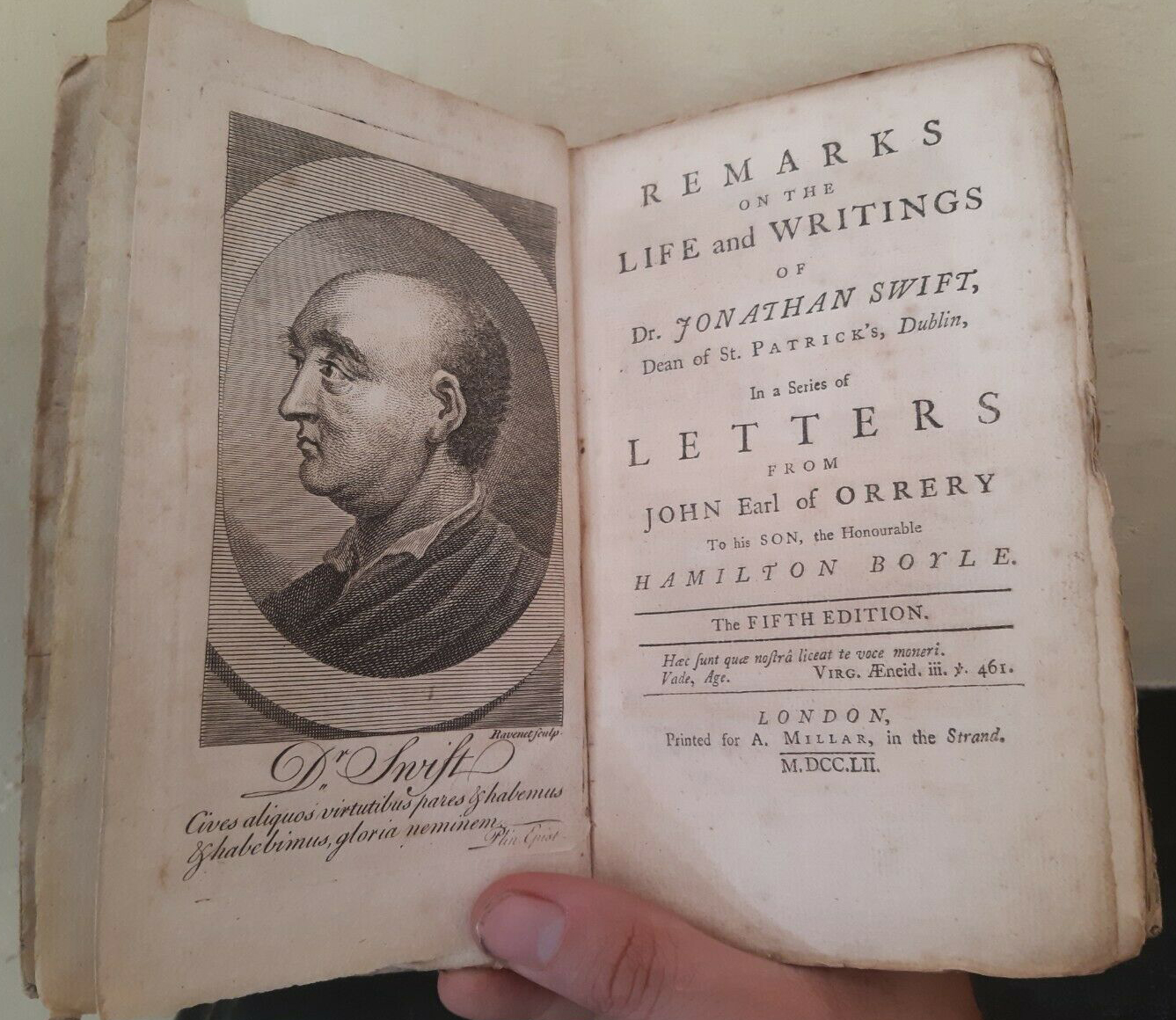
Jonathan Swift (frontispice, 1752), par Simon Français Ravenet.

Ses contemporains s'accordent tous à dire que Ravenet travaille pour le compte d'un fabricant (John Sadler ?) en lien avec les porcelaines de Bow ; vers 1753-1757, il est employé du côté de Battersea chez un important émailleur (ayant aussi pour client les porcelaines de Chelsea) où il parvient à perfectionner un procédé de transfert de motifs, exécuté d'abord sur cuivre, puis reporté sur papier et enfin sur la porcelaine, constituant un procédé de décalcomanie (qu'il appelle « décalque »). Aujourd'hui le quartier de Battersea comporte une « rue Ravenet » en son hommage. C'est durant cette époque qu'il forme John Hall (en), ainsi que Robert Hancock (en), tous deux ayant également travaillé dans la porcelaine.
Au cours de l'entrée en guerre avec la France, Ravenet prend le parti de protéger son compatriote l'émailleur Jacques-Louis Brolliet, proche de Jean Hellot, en le faisant partir en France, où ce dernier travaille alors pour la manufacture de Vincennes et celle de Sèvres, en créant une entreprise avec Jean-Baptiste Fouquet de Provigny en 1769, pour « la composition et la fabrication de la porcelaine dans le goût de la Chine ».
Ravenet travaille avec d'importants marchands d'estampes comme Robert Sayer, John et Paul Knapton, et John Boydell — pour ce dernier, il est le principal intervenant sur la Collection of Prints, Engraved from the most Capital Paintings in England (1763-1773).
Entre 1767 et 1769, il est membre de la Society of Artists, et expose dans leurs rangs.
En 1770, il devient l'un des six graveurs membres associés de la Royal Society of Arts.
En 1772, il se retire à Kentish Town et meurt le 2 avril 1774.
Son nom est gravé sur le Burdett-Coutts Memorial Sundial, monument londonien qui établit la liste des tombes de personnalités dont la trace est perdue.

## Œuvre

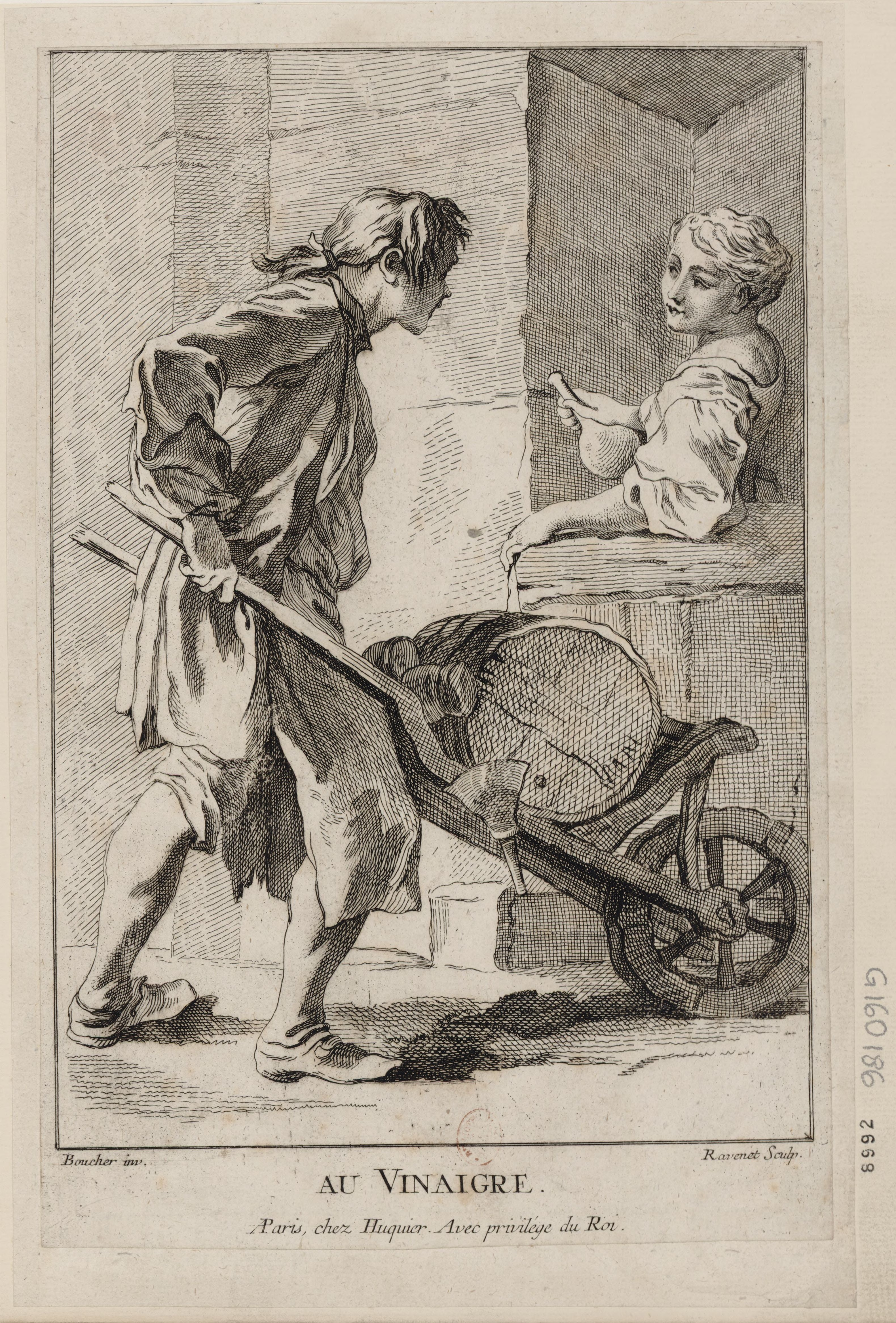
Au vinaigre, une des 12 planches des Cris de Paris (reprint de 1761) gravées par Ravenet et Le Bas en 1737 d'après François Boucher (BnF). Ce travail inspira largement Caylus que Ravenet connaissait bien.

Des œuvres de Ravenet sont exposées à la National Portrait Gallery et au Cleveland Museum of Art.
En 1746, Richard Dalton (en) lui fait graver des paysages d'après William Bellers, Chatelain (avec François Vivarès), et plusieurs sujets d'histoire d'après Titien, Véronèse, Guido Reni, Le Guerchin, Annibale Carracci, Nicolas Poussin et Rembrandt,.
Il est connu pour son portrait gravé de Joshua Reynolds, mais a principalement réalisé des gravures de reproduction, en particulier plusieurs portraits d'après Joshua Reynolds.
Il a illustré des ouvrages, notamment celui de Nicolas Boileau-Despréaux, Les œuvres de M. Boileau Despreaux, en 1740, ainsi que pour la deuxième édition du Tristram Shandy de Laurence Sterne (volume 1, 1760 ; volume 4, 1761), sur les recommandations de Hogarth.

## Élèves
Il compte parmi ses élèves les graveurs John Hall (en) et William Wynne Ryland, son fils, Simon Jean François Ravenet (dit Simon François Ravenet II), ainsi que le graveur d'Abbeville Victor-Marie Picot.